# Tessaropa carioca
Tessaropa carioca là một loài bọ cánh cứng trong họ Cerambycidae.